# Transcendència (religió)
En religió, la transcendència és l'aspecte de la naturalesa i el poder d'una divinitat que és completament independent de l'univers material, més enllà de totes les lleis físiques conegudes. Això es contrasta amb la immanència, on es diu que un déu està plenament present al món físic i, per tant, és accessible a les criatures de diverses maneres. En l'experiència religiosa, la transcendència és un estat de l'ésser que ha superat les limitacions de l'existència física i, segons algunes definicions, també s'ha fet independent d'ella. Això es manifesta normalment en oracions, rituals, meditació, psicodèlics i "visions" paranormals.
S'afirma en el concepte de diví de diverses tradicions religioses, que contrasta amb la noció de déu (o, l'Absolut) que existeix exclusivament en l'ordre físic (immanentisme), o és indistinguible d'aquest (panteisme). La transcendència es pot atribuir al diví no només en el seu ésser, sinó també en el seu coneixement. Així, un déu pot transcendir tant l'univers com el coneixement (està fora de l'abast de la ment humana).
Tot i que la transcendència es defineix com el contrari de la immanència, les dues no són necessàriament excloents mútuament. Alguns teòlegs i metafísics de diverses tradicions religioses afirmen que un déu està alhora dins i fora de l'univers (panenteisme); en ell, però no d'ell; simultàniament l'impregna i el supera.